# جنگ نه‌ساله
جنگ نه ساله (۱۶۸۸–۱۶۹۷ میلادی) - که معمولاً جنگ جانشینی پالاتین، جنگ اتحاد بزرگ یا جنگ اتحاد آوگسبورگ نیز خوانده می‌شود - جنگ مهمی در اواخر قرن ۱۷ میلادی بود که میان لوئی چهاردهم، پادشاه فرانسه، و دیگر قدرت‌های اروپایی درگرفت. مخالفان فرانسه، اتحاد بزرگ (اتحاد آگسبورگ) نامیده می‌شدند که شامل هلند-انگلستان به رهبری ویلیام سوم، امپراتوری مقدس روم به رهبری لئوپولد یکم شاهزادگان اصلی آلمان (بایرن و پروس)، شاه کارلوس دوم پادشاه اسپانیا و ویکتور آمادئوس دوم شاه ساووی بودند. این جنگ در اروپای غربی و مرکزی، اسکاتلند و ایرلند و همچنین هند و آمریکای شمالی رخ داد.

## پیش‌زمینه

### فرانسه
افزایش قدرت سلطنت که لوئی در پی آن بود و نیز اشتیاق وی برای کسب افتخار نظامی، بر گسترش ماشین جنگی فرانسه تأثیر گذاشت. در طول زمامداری لوئی چهاردهم ارتش فرانسه از صورت انبوهی از ارتش‌های کوچک و تحت سلطه نجبای استانی بیرون آمد و شکل ارتش ثابت و فعال کشوری که تابع فرمان پادشاه بود، درآمد. با تشکیل ارتش ثابت در فرانسه، لوئی توانست با کمک منابع در اختیار خود، ارتشی عظیم تشکیل دهد که اروپا تا آن زمان به خود ندیده بود.
فرانسه تحت رهبری وزیر جنگ خود، فرانسوا میشل لوتیه و مارکیز لووورا، ارتشی حرفه‌ای سازمان داد که عدهٔ آن در زمان صلح به ۱۰۰ هزار نفر و در زمان جنگ به ۴۰۰ هزار نفر می‌رسید. با این حال فرانسه نتوانست صفوف ارتش جدید خود را با نیروهای داوطلب پر کند، بنابراین به نظام وظیفه عمومی متوسل شد اما این روش مشکل بزرگی برای فرانسه به بار آورد زیرا سربازانی که میل به خدمت نداشتند، از ارتش فرار می‌کردند.
فرانسه تحت حاکمیت قاطع لوئی، به دنبال مسلط شدن بر منطقه‌ای بزرگ که حدود آن مرزهای طبیعی همچون آلپ، پیرنه و راین بود با این حال وی برای کسب قدرت و اعتبار بیشتر در اروپا، در صدد گسترش دامنه قلمروی خود بود و به تضمین تسلط سلسله بوربون بر امور می‌اندیشید اما جاه‌طلبی وی سبب شد تا اتحادیه بزرگ و متعددی برای مقابله با قدرت‌گیری روزافزون وی، شکل گیرد. هنگامی که لوئی چهاردهم در ماه مه ۱۶۸۵ قسمتی از انتخابگرنشین پفالتس را به عنوان ارثیه خواهر فقیدش، یعنی شارلوت الیزابت که اکنون دوشس اورلئان نام داشت، مدعی شد که سبب مخالفت و تیرگی روابط فرانسه با امپراتوری مقدس روم شد. این تیرگی زمانی رو به افزایش گذاشت که لوئی شهرهای کولونی، هیلدسهایم، و مونستر را تحت نظر عوامل خود، تحت فرمان خود قرار داد.

### اتحادیه بزرگ یا اتحاد آگسبورگ
در ششم ژوئیه ۱۶۸۶ امپراتور لئوپولد یکم و ماکسیمیلیان دوم امانوئل، شاهزاده انتخابگر انتخابگرنشین بایرن که کاتولیک مذهب بود، به اتفاق رهبر بزرگ پروتستان براندنبورگ، کارل یازدهم پادشاه پروتستان مذهب سوئد و متحد اتحاد آوگسبورگ را تشکیل دادند تا در برابر تجاوزی که کشور یا قدرتشان را تهدید کند به دفاع بپردازد. امپراتور هنوز با ترک‌های عثمانی در شرق درگیر بود، اما شکست آن‌ها در دومین نبرد موهاچ (۱۶۸۷) و در بلگراد (۱۶۸۸) دست ارتش امپراتوری را برای جنگیدن غرب آزاد گذاشت.

## آغاز جنگ
با تشکیل اتحادیه و آمادگی اروپا برای جنگی بزرگ، فرانسه تحت فرمان لوئی چهاردهم یکی از اشتباهات بزرگ نظامی خود را مرتکب شد. نیروهای متحد در حالی که منتظر بودند که فرانسه به هلند حمله‌ور شود؛ لوئی در عوض تصمیم گرفت پیش از آنکه ارتش امپراتوری به مرزهایش نزدیک شود، به آلمان حمله برد. در ۲۲ سپتامبر ۱۶۸۸ عمده قوای خود را به سوی راین روانه کرد. ارتش فرانسه در ۲۵ سپتامبر وارد آلمان شد. در عرض یک ماه کایزرسلاوترن، نویشتات، ورمس، بینگن، ماینتس، و هایدلبرگ را تصرف کرد؛ در ۲۹ اکتبر قلعه استراتژیکی فیلیپسبورگ سقوط کرد، در چهارم نوامبر دوفن فرانسه، فرمانده نیروهای فرانسوی به مانهایم حمله‌ور شد. با این حال نتایج این پیروزی‌ها کوتاه‌مدت بود زیرا این پیروزی‌ها وی را در جنگی دامنه‌دار و با دشمنان متعدد درگیر ساخت.
در مقابل، نیروهای متحد در اولین گام هلند را از بیم یک حمله آزاد کردند. ویلیام سوم پس از اینکه نیرویش را در انگلستان تثبیت کرد، انگلستان را از تابعیت فرانسه به دشمن فرانسه مبدل ساخت، و از رعایای جدیدش خواست تا در آزادی سیاسی و مذهبی اروپا با وی همراه شوند. پارلمان انگلستان در آغاز جنگی جدید با فرانسه مردد بود؛ زیرا آن‌ها تصور می‌کردند که هدف اصلی ویلیام این است که هلند را نجات دهد نه انگلستان؛ و در ضمن اینکه هلند در این زمان یکی از بزرگ‌ترین رقبای بازرگانی انگلستان بود. اما پیروزی‌های فرانسه درخواست ویلیام را مجدداً ضروری جلوه‌گر ساخت. لوووا به لوئی اصرار کرد که به وی اجازه دهد تا پفالتس را غارت کند و دشمن در حال پیشروی را از تدارکات و امکانات محلی محروم سازد. لوئی با دودلی و بی‌میلی پذیرفت. ارتش فرانسه در مارس ۱۶۸۹ هایدلبرگ و مانهایم و پس از آن، شپایر، ورمس، اوپنهایم، قسمت‌هایی از اسقف‌نشین تریر و مارگراف‌نشین بادن را به باد غارت داد و به آتش کشید. با این حملات تقریباً همه جای راینلاند آلمان ویران شد.

### پیوستن انگلستان به اتحاد بزرگ
... در قلب زمستان بود. ژنرال‌های فرانسوی جز اطاعت چاره‌ای نداشتند؛ و بر طبق این دستور، به ساکنان آن شهرهای زیبا و آراسته، به ساکنان دهات، و صاحبان بیش از پنجاه قصر اطلاع دادند تا منزل‌های خود را، که قرار بود با آتش و شمشیر ویران شوند، ترک کنند. مردان، زنان، پیران، و کودکان شتابان فرار می‌کردند. بعضی‌ها به ییلاق‌ها گریختند؛ دیگران به مناطق همسایه پناه آوردند، و غارت کردن آبادی‌ها مشغول بودند. از مانهایم و هایدلبرگ، کرسی نشین‌های برگزیدگان، آغاز کردند؛ قصرهایشان و نیز خانه رعایایشان، ویران شدند. …

دورانت، تاریخ تمدن، ۵۵۱.
در ۱۲ مه سال ۱۶۸۹ انگلستان به امپراتوری مقدس روم، امپراتوری اسپانیا، ایالات متحده هلند، دانمارک-نروژ، و ساووا در «اتحاد بزرگ» که طبق آن می‌بایستی هر یک از اعضا عضو دیگری را که مورد حمله قرار گرفته‌است یاری دهد، پیوست. این جنگ اکنون نبرد اروپا علیه فرانسه بود. لوئی نیز متقابلاً ارتش خود را به چهارصد و پنجاه هزار نفر و نیروی دریایی را به یکصد هزار نفر افزایش داد. وی برای تأمین مخارج این ارتش بزرگ، در داخل فرانسه دست به اقدامات اقتصادی بزرگ زد تا حدی که دستور آب کردن ظروف نقره‌ای و طلا و ایجاد سنت فروش مقام و لقب داد. سینوله به شاه توصیه کرد که به نیروی دریایی دستور دهد تا ارتباط ایرلند را با انگلستان قطع کند. این کار ممکن بود، زیرا دریاسالار تورویل در روز سوم ژوئن ۱۶۹۰ با ۷۵ کشتی ناوگان مشترک هلند و انگلستان را برخورد کرده و توانسته بود در ساحل ساکس غربی آن‌ها شکست دهد. اما لوئی فقط دو هزار سرباز به کمک جیمز دوم به ایرلند فرستاد، اگر تعداد نیروهای اعزامی بیشتر بود، در نبرد بوین (اول ژوئیه ۱۶۹۰) پیروزی به دست می‌آمد و انگلستان پس از این پیروزی آزاد بود به هلند برود (۱۶۹۱) و ارتش انگلستان و هلند را علیه فرانسه وارد کارزار کند. لوئی در ۱۶۹۲ درصدد حمله بر انگلستان برآمد؛ به یک دسته از ناوگان فرانسه در تولون دستور داده شد تا به سوی شمال برود و در برست به ناوگان تحت فرماندهی تورویل ملحق شود؛ سپس، هر دو دسته متفقاً مقاومت انگلستان را درهم بشکنند و سی هزار سرباز را از دریای مانش عبور دهند. ناو گروهی که از تولون می‌آمد در جبل طارق دچار طوفان شد و نتوانست به یاری تورویل برسد؛ بنابراین، وی ناچار شد تنها با ناوگان مشترک هلند و انگلستان بجنگد. وی در یک نبرد سخت در سواحل لااوگ نزدیک شربور شکست خورد (۱۹ مه ۱۶۹۲) و حمله به انگلستان برهم خورد. انگلستان، پس از این پیروزی، بر دریاها مسلط شد و توانست مستعمرات فرانسه را یکی پس از دیگری از چنگش به درآورد.
فرانسه به بهای از دست دادن افراد و تجهیزات جنگی بیشمار خود توانست در خشکی به پیروزی‌هایش ادامه دهد. فرانسویان در آوریل ۱۶۹۱ محل سوق الجیشی مونس را محاصره و سپس تسخیر کردند. لوووا در هفتم ژوئیه درگذشت، از لوئی، خود بر آن شد که سیاست نظامی را خود در دست بگیرد. به پیروی از یک رسم کهن فرانسوی، مقام لوووا را به پسرش، مارکی دو باربزیو، سپرد. لوئی شخصاً فرماندهی سپاهیانش را برای تصرف نامور به عهده گرفت؛ آنگاه فرماندهی را به دوک دو لوکزامبورگ سپرد و به ورسای رفت تا پیروزی خود را جشن بگیرد. در ماه ژوئن ویلیام سوم دوک را در ستینکر که غافلگیر کرد؛ فرانسویان، که شکست خورده بودند، به تقویت قوای خود پرداختند و بار دیگر به‌سختی به پیروزی رسیدند. در آن نبرد، فیلیپ دوم، دوک اورلئان، نایب السلطنه آینده فرانسه که فقط پانزده سال داشت و در صفوف مقدم سربازان می‌جنگید، زخمی شد اما دوباره به میدان نبرد برگشت. یک سال بعد، همان ارتش فرانسه، ویلیام را در نیرویندن نزدیک بروکسل شکست داد اما ویلیام، بی‌توجه به شکست‌های پی در پی، با ارتشی جدید بزودی به صحنه نبرد بازمی‌گشت.
در ماه اوت سال ۱۶۹۴، ویلیام نامور را پس گرفت و فرانسه پس از پنج سال جنگ، هنوز بر هلند اسپانیا مسلط نشده بود. ارتش‌های دیگر فرانسه در ایتالیا و اسپانیا پیروزی‌هایی به دست آوردند، اما توان کافی برای مقاومت در برابر هجوم مکرر نیروهای اتحادیه نداشت. در ژوئیه ۱۶۹۴ یک دسته از ناوگان انگلیسی به قصد حمله به برست به حرکت درآمد؛ فرانسویان، که از این نقشه خبردار شده بودند، سواحل برست را با توپ مجهز کردند، در نتیجه، انگلیسی‌ها با تلفات سنگین به عقب رانده شدند. مارشال دو لوکزامبورگ در ژانویه ۱۶۹۵ در گذشت، و لوئی از آن پس فقط ژنرال‌های درجه دوم در اختیار داشت.

### ضعیف شدن فرانسه
مردم فرانسه، با وجود پیروزی‌های زمینی ارتش، مالیات سنگین و بی‌سابقه‌ای می‌پرداختند که شرایط زندگی را برای آن‌ها سخت کرده بود. در سال ۱۶۹۴ قحطی نیز بر این مصیبت اضافه شد؛ فقط در یک ناحیه چهارصد و پنجاه نفر از گرسنگی تلف شدند. اقتصاد ملی در حال سقوط بود. حمل و نقل به هرج و مرج دچار شده بود، زیرا در طول جنگ تعمیر پل‌ها و راه‌ها تقریباً متوقف مانده بود. بازرگانی داخلی بر اثر مالیات‌هایی که بر رودخانه‌ها و زمین‌ها بسته بودند، فلج شده بود. بازرگانی خارجی بر اثر مالیات و حقوق صادراتی و وارداتی، متوقف شده بود، و ناوگان دشمنان نیز عملاً آن را غیرممکن ساخته بودند. منابع درآمد اکثر شهرها، بر اثر وجود سربازان، از دست رفته بودند. فقر، قحطی، بیماری، و جنگ جمعیت فرانسه را، که در سال ۱۶۷۰ بالغ بر ۲۳ میلیون بود، در ۱۷۰۰ به ۱۹ میلیون نفر تقلیل داده بود. استان تورن یک چهارم جمعیتش را از دست داد؛ جمعیت مرکز آن، شهر تور، از هشتاد هزار نفر زمان کولبر به سی و سه هزار نفر کاهش یافت.
در سال ۱۶۹۵، فرانسه برای خروج از این شرایط، برای هر فرد ذکور مالیات سرانه تعیین کرد تا با تأمین منابع مالی خود از این شرایط سخت عبور کند. علاوه بر مالیات، هر وسیله‌ای برای پول گرفتن از مردم به کار می‌رفت. بلیت‌های بخت آزمایی رایج شدند، مقام‌های دولتی مورد خرید و فروش قرار گرفتند، ارزش پول پایین آمد و ثروتمندان را با فشار و تملق وادار به دادن وام کردند.

## صلح ریسویک
سرانجام لوئی چهاردهم اعتراف کرد که پیروزی‌های موقتی او، فرانسه را ضعیف کرده‌است؛ بنابراین به سیاستمداران کشور دستور داد تا با اتحادیه بزرگ، مذاکرات صلح را آغاز کنند. در ۱۶۹۶ دوک ساووا را متقاعد ساختند تا یک معاهده صلح جداگانه امضا کند. علاوه بر آن لوئی اعلام کرد که دیگر دودمان استوارت‌ها مورد حمایت فرانسه نیستند و وی به زودی سلطنت ویلیام سوم را به رسمیت خواهد شناخت، اما انگلستان اخراج جیمز دوم، پادشاه انگلستان از فرانسه و استرداد وی به انگلستان را نخستین شرط شروع مذاکره قرار داد. لوئی این درخواست را نپذیرفت، اما تقبل کرد که همه سرزمین‌هایی را که ارتشش تصرف کرده‌است دوباره پس بدهد. در ۲۰ سپتامبر ۱۶۹۷ پیمان ریسویک (نزدیک لاهه) به «جنگ پالاتاین» با انگلستان، هلند و اسپانیا پایان داد.
طبق مفاد این معاهده، داد. فرانسه آلزاس (شامل استراسبورگ) را نگه داشت و فریبورگ، برایزاخ و فیلیپسبپورگ به امپراتوری مقدس روم برگردانده شد، پودوچری (پس از پرداخت ۱۶ هزار سکه هلندی) و نوا اسکوشیا را دوباره بدست آورد، اسپانیا کاتالونیا، و قلعه‌های مونس، لوکزامبورگ و کورتریک را از فرانسه بازپس گرفت. دوک‌نشین لورن از فرانسه به لئوپولد ژوزف برگردانده شد.

## پس از جنگ
پس از پایان یافتن جنگ و بسته شدن معاهده ریسویک، هم امپراتور مقدس روم و هم پادشاه فرانسه به انتظار مرگ کارلوس دوم، پادشاه اسپانیا، نشسته بودند و صدراعظم‌های اروپا به خوبی می‌دانستند که این صلح مقدمه یک جنگ بزرگتری است که هدف آن ثروتمندترین امپراتوری‌های جهان بود تا اینکه کارلوس در ۱ نوامبر سال ۱۷۰۰ فوت کرد تا اروپا بار دیگر صحنه جنگ میان دول شود.